# Collegiata di Santa Maria Assunta (Casole d'Elsa)
La collegiata di Santa Maria Assunta è un edificio sacro che si trova nel centro dell'abitato di Casole d'Elsa, in provincia di Siena e diocesi di Volterra.

## Storia
La primitiva chiesa sorse all'interno del castello di Casole, un borgo che traeva la sua ricchezza dal fatto di essere situato lungo uno dei tracciati della via Maremmana e dall'essere fin dall'XI secolo uno dei capisaldi del vescovo di Volterra per il controllo del territorio.

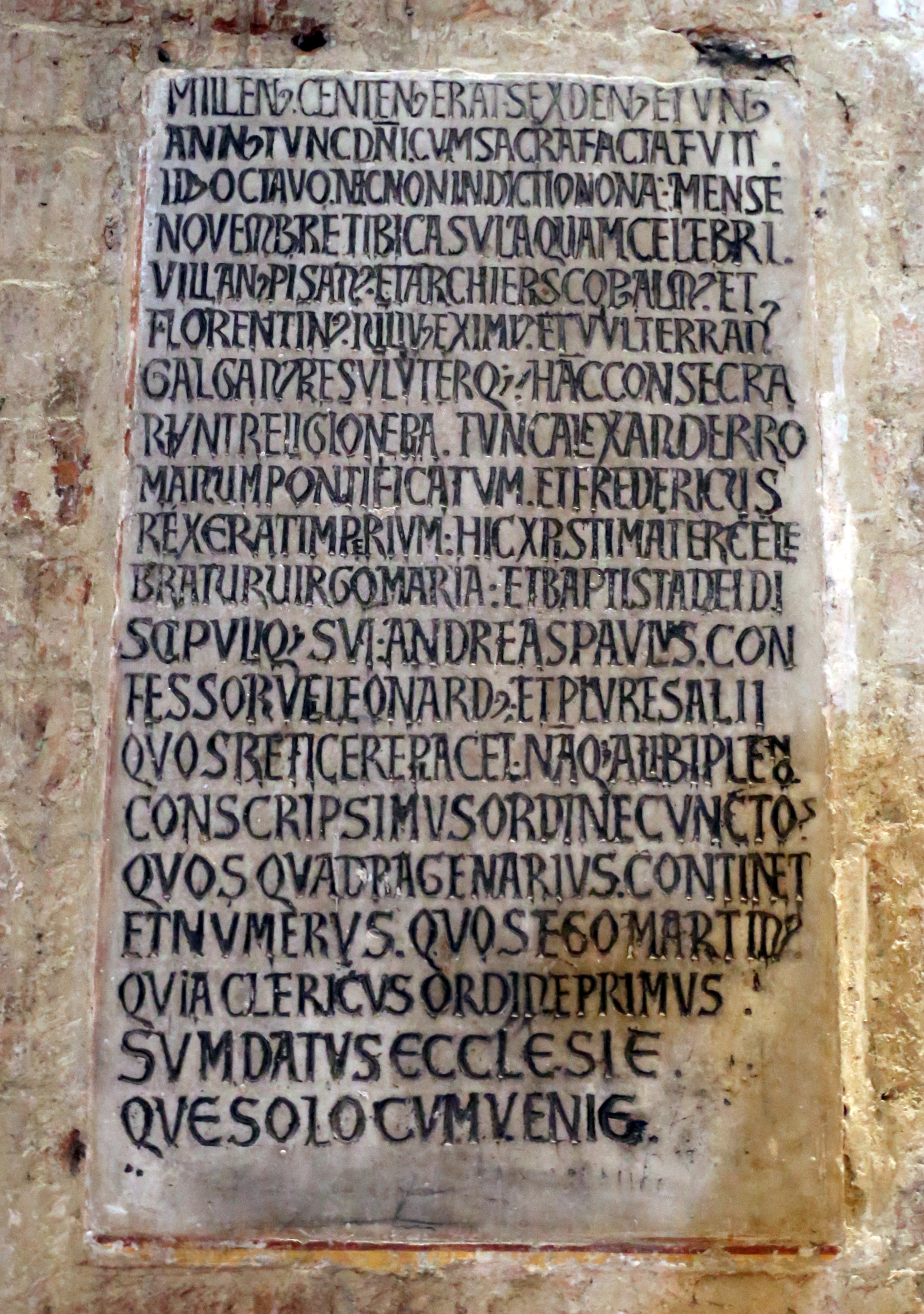
Lapide sulla consacrazione della chiesa

La ecclesia s.Marie in Castello quod dicitur Casule viene così nominata per la prima volta in un atto di Guido, vescovo di Volterra tra il 1039 e il 1046 e ben presto divenne la sede di una comunità di canonici, al cui preposto Fiorenzetto venne dato incarico nel 1066 di far da giudice in una contesa che vedeva contrapposti il vescovo volterrano e il capitolo di Massa Marittima. Fin dall'inizio dunque godette di notevole prestigio tanto che prima dell'11 ottobre 1152, data più antica rimasta, era già dotata di un chiostro dove venivano redatti i più importanti atti pubblici della vita del castello di Casole.
Il 9 novembre 1161 venne consacrata la nuova chiesa alla presenza di Villano Villani, vescovo di Pisa, Giulio, vescovo di Firenze, e di Galgano Pannocchieschi, vescovo di Volterra. La nuova chiesa venne confermata al vescovo volterrano Ugo da due bolle di papa Alessandro III del 1171 e del 1179, ma nel 1224 quando ormai Casole era diventata un libero comune ci volle un diploma dell'imperatore Federico II per vietare ai consoli di nominare i rettori senza il consenso del vescovo. Negli stessi anni il ruolo dei sacerdoti di Casole era andato progressivamente aumentando all'interno del clero volterrano e ad esempio al magister Iohannes prepostus de Casula il 26 gennaio 1178 viene incaricato di far da tramite in una vertenze tra il vescovo e l'abate di San Giusto, o come al preposto Floro che il 1º aprile 1212 pronunciò un lodo arbitrale per una contesa che vedeva contrapposti il vescovo di Volterra Ildebrando e Ranieri conte di Berignone.
Dopo Floro fu chiamato a reggere la pieve tra il 1228 e il 1258 Bernardino che fu anche delegato papale; fu durante il suo plebanato che venne ampliato il palazzo della propositura. Nel periodo compreso tra il XIII e il XIV secolo la pieve era a capo di un piviere composto da 19 chiese suffraganee e inoltre contava su ottime rendite del tutto paragonabili a quelle della pieve di Colle Val d'Elsa. Grazie alle floride finanze si poté trasformare la chiesa in forme gotiche. Dopo le finanze erano molto meno floride.
L'intervento di ampliamento e ricostruzione fu probabilmente voluto dai signori di Casole, la famiglia Porrina, che di fatto trasformarono la pieve in un vero e proprio mausoleo. All'interno furono sistemati i sepolcri del vescovo di Cremona (da fine aprile 1296) Ranieri del Porrina, morto a Casole nel dicembre 1312, e quelli monumentali del signore di Casole messer Beltramo Aringhieri morto nel 1309, fratello del precedente, e del vescovo di Pistoia Tommaso Andrei morto nel 1303 che fu anche collettore generale per la Toscana tra il 1298 e il 1301. Il 1317 quello può essere considerato l'anno in cui i lavori furono definitivamente conclusi. Dopo i lavori la chiesa presentava uno stile più simile a quello delle chiese urbane degli ordini mendicanti che quello di una pieve di campagna.
Per tutto il Trecento la pieve casolana mantenne il suo ruolo nella chiesa volterrana divenendo anche la sede del caposesto diocesano per la Valdelsa e poté contare su rendite ingenti. Nella seconda metà del secolo all'interno della chiesa le cappelle laterali vennero arredate dai signori locali e anche da alcune compagnie laicali che si erano formate, come ad esempio la Compagnia della Santa Croce che venne fatta oggetto di una donazione il 15 giugno 1348.
Altri lavori furono svolti nel 1860 quando la facciata fu rivestita di travertino (ma non venne riaperto l'occhio trecentesco), travertino che fu poi rimosso nel 1948 nel corso di imponenti restauri che portarono al restauro del tetto e del pavimento, sotto al quale vennero rinvenute le basi delle colonne, l'antica cripta e le fondamenta delle absidi e degli altari.

## Descrizione
Originariamente a chiesa era una basilica absidata coperta a tetto ma attualmente si presenta come una chiesa a capanna con transetto, coro e cappelle laterali.

### Esterno

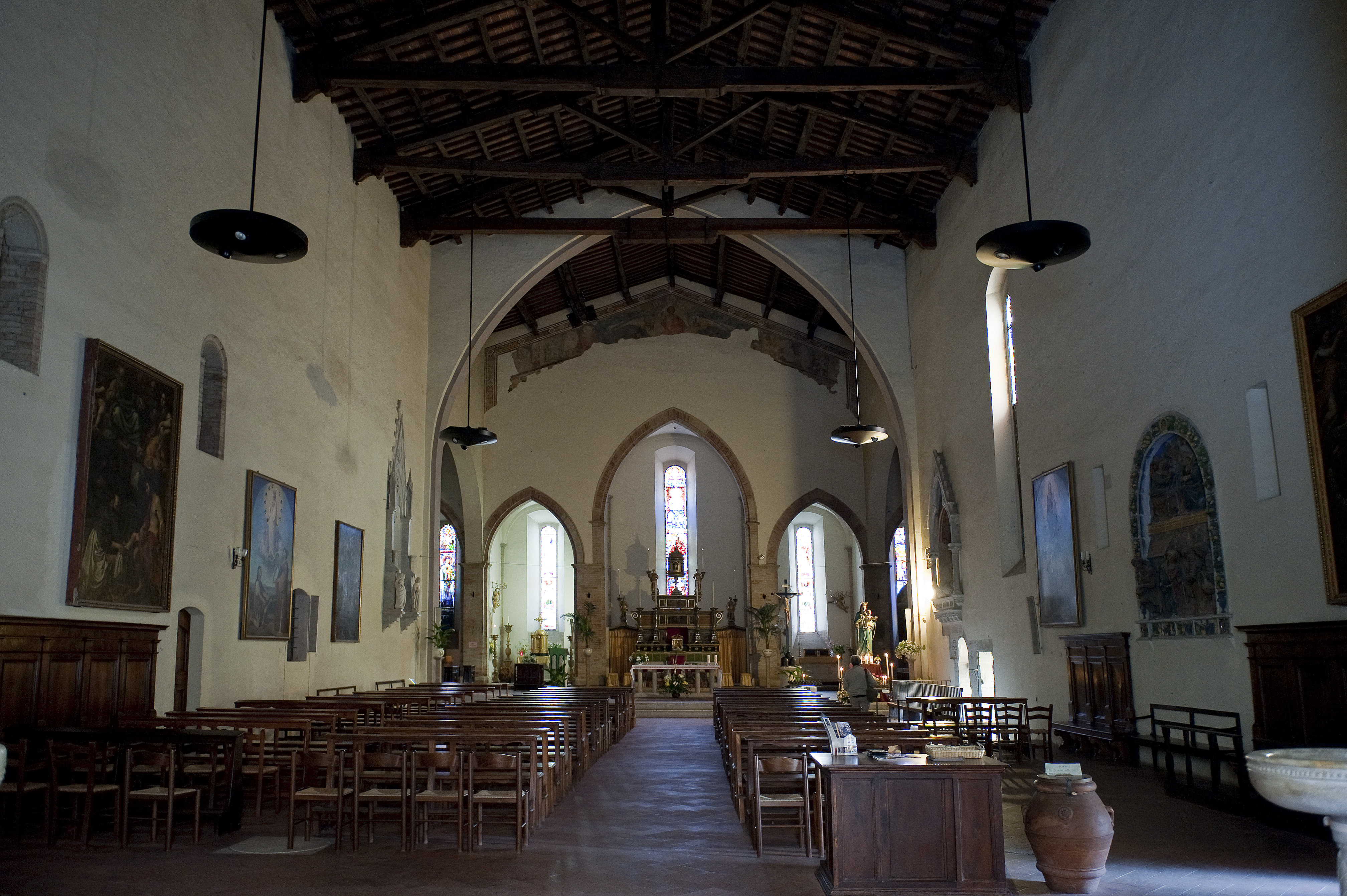
Interno

La facciata si presenta con l'aspetto conferitogli tra il XIII e il XIV secolo e mostra diverse fasi costruttive.
La più antica è quella rappresentata dall'ordine inferiore e dal campanile a torre posto sulla sinistra (ma non la sommità, più tarda), parti che sono state realizzate usando conci quadrati in arenaria e calcare deposti a corsi orizzontali e paralleli. Al centro sono delle semicolonne terminanti con capitelli di stile volterrano e tra le colonne si apre il portale architravato sormontato da una lunetta monolitica e ghiera decorata con motivi vegetali e geometrici molto simili a quelli della pieve di San Paolo a Coiano o alla pieve della Nera. Il campanile presenta una struttura possente e poche aperture: al primo livello una stretta feritoia, al secondo una monofora centinata a doppio sguancio, oggi tamponata e al livello superiore quattro grandi finestre all'altezza della cella campanaria.
Ad una seconda fase costruttiva è da ascrivere l'ordine superiore della facciata realizzata interamente in mattoni. Una stretta monofora, simile a quella del campanile, si apre in corrispondenza della navata destra. In alto, poco sotto la cuspide, vi è una galleria cieca fatta con colonnine che reggono archetti pensili; sotto al finto loggiato si possono notare dei mattoni disposti a spina di pesce inserti in dei triangoli, probabilmente questa scelta venne fatta per ravvivare la facciata fin troppo uniforme secondo il modello attuato nella chiesa di San Lorenzo a Castelfiorentino.
Tutto il resto della facciata risale all'epoca della trasformazione in stile gotico della chiesa. Sul fianco destro, oltre a poter vedere in maniera chiara la cesura tra le due fasi costruttive romaniche rappresentate rispettivamente dalla pietra e dai mattoni, si apre un portale con archivolto bicromo realizzato con arenaria alternata ad altri marmi.

### Interno

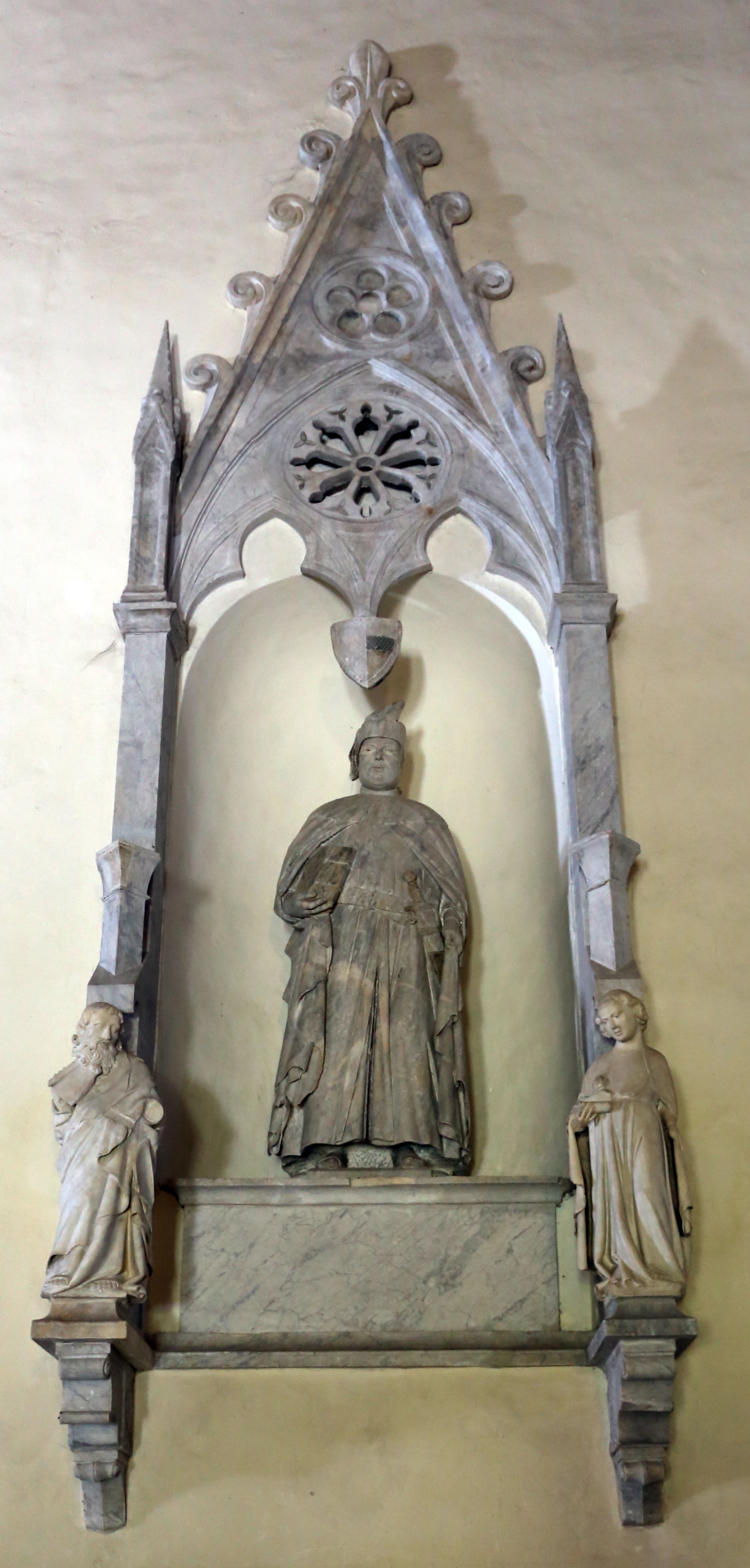
Cenotafio di Beltramo Aringhieri

Originariamente l'interno era suddiviso in tre navate con sei campate poggianti su colonne e pilastri polilobati, le cui fondamenta sono state scoperte nel secondo dopoguerra e sono state rese visibili.
I sostegni delle ultime due campate avevano quattro semicolonne visto che dovevano sorreggere l'arco di trionfo che poggiava anche su due semicolonne poste sulle pareti laterali. Al termine di ognuna delle tre navate c'erano altrettante absidi, delle quali solo quella centrale sporgeva all'esterno mentre le due minori erano inglobate nella spessa muratura a sacco della tribuna come nella pieve di Mensano o in quella di Conèo.
Al di sotto del presbiterio era posta la cripta la cui superficie corrispondeva all'ultima campate della basilica; tali cripta fu smontata alla fine del XIII secolo e ricostruita con le stesse misure e la stessa divisione spaziale nella chiesa di San Niccolò. Rimangono ancora le basi ad anelli delle semicolonne (simili a quelli della Abbazia a Isola) e un capitello ungulato con abaco modanato.
Lungo le pareti laterali si notano le originali aperture romaniche: sulla sinistra due ampie monofore centinate e sulla destra due monofore architravate in pietra e di piccole dimensioni.
Attualmente la chiesa è a una sola navata con soffitto a travature scoperte e con il transetto trecentesco che fu raccordato alla vecchia chiesa con un grande arcone a sesto acuto e nella sua parete terminale fu aperta una cappella del coro, affiancata da due più piccole da ciascuna parte.

#### Opere d'arte
Le opere d'arte sono numerose. Sulla parete di fondo, sopra l'arcata del coro, si trovano i resti dell'affresco raffigurante il Giudizio Universale di un anonimo pittore senese fortemente influenzato da Duccio di Boninsegna. Subito sulla destra dell'ingresso si trova il fonte battesimale con una statuetta di San Giovanni Battista datato 1485. Sulla parete destra si trova una terracotta dipinta di Giovanni della Robbia e due dipinti del XVI secolo raffiguranti l'Annunciazione e il Presepio; successivamente si incontra il sepolcro del vescovo Tommaso Andrei opera di Gano di Fazio, primo decennio del XIV secolo.
Sulla parete sinistra si trova il cenotafio di Beltramo Aringhieri detto Messer Porrina, capolavoro del naturalismo gotico, opera attribuita a Marco Romano da Giovanni Previtali, realizzato nel primo-secondo decennio del Trecento. Successivamente si trova la tela di Stefano Volpi raffigurante la Chiamata di San Matteo. Sono inoltre qui conservate la tela di Alessandro Casolani raffigurante la Pietà e i Santi Andrea e Niccolò, datata 1586 e altre tele ottocentesche opera di Michele Ridolfi e Amos Cassioli. Nell'attiguo oratorio della Misericordia è conservata l'Annunciazione di Rutilio Manetti.

## Piviere di Santa Maria Assunta a Casole d'Elsa

### Chiese
- chiesa di San Niccolò a Casole
- chiesa di San Tommaso a Casole

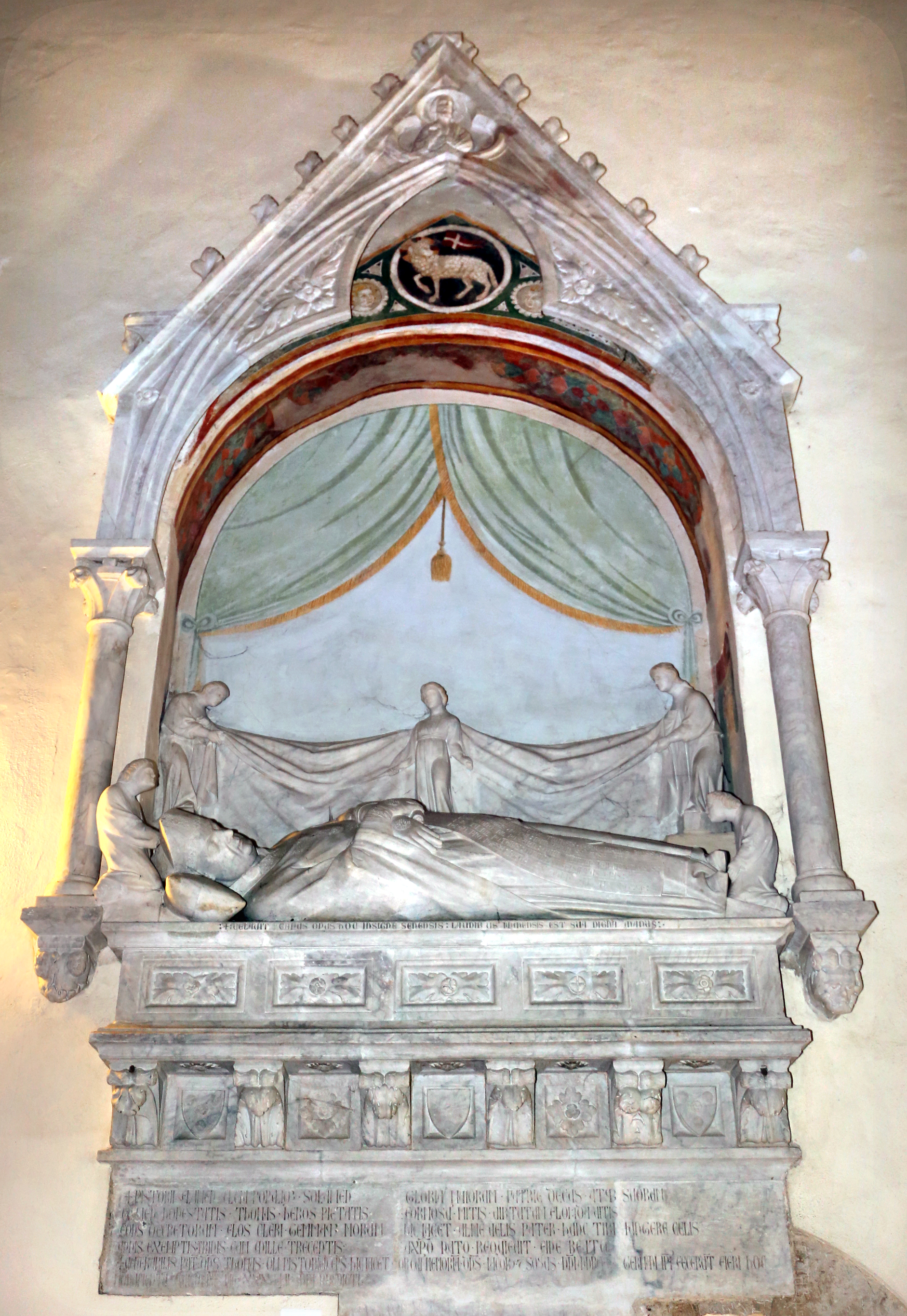
Sepolcro di Tommaso Andrei

- chiesa di Santa Maria a Mensanello
- chiesa di San Martino alla Lama
- chiesa di San Bartolomeo a Ponsano
- chiesa dei Santi Giusto e Lucia a Lucciana
- chiesa di San Michele a Berignone
- chiesa di San Michele a Calvaiano
- chiesa di San Jacopo a Colonna
- chiesa di San Lorenzo a Grescinella
- chiesa di San Michele Arcangelo a Pusciano
- chiesa di Leccioli
- chiesa di Salfiano
- chiesa di San Lorenzo a Farneta

### Spedali
- Spedale e chiesa di San Giovanni a Casole
- Spedale di Santo Spirito a Casole
- Spedale di Santa Maria a Casole
- Spedale di Sant'Antonio a Berignone

## Il museo d'arte sacra
Negli attigui locali della canonica è ospitato il museo archeologico e arte sacra.